# Крупац (Источна Илиџа)
Крупац је насељено мјесто у општини Источна Илиџа, град Источно Сарајево, Република Српска, БиХ. Крупац је насеље руралног карактера и простире се на у јужном дијелу општине. Насељено мјесто Крупац је подијељено ентитетском линијом разграничења. Према попису становништва из 1991. у тада јединственом насељу насељу је живјело 326 становника, док је по резултатима пописа становништва у Босни и Херцеговини 2013. у дијелу који припада Републици Српској укупно пописано 233 особе, док је у дијелу насеља у Федерацији БиХ пописано 13 становника чиме је примјетан пад у броју становника.

## Географија
Насеље Крупац се налази у јућном дијелу општине Источна Илиџа, а чини га источни дио бившег јединственог насеља Крупац. Крупац је насеље изразито руралног сеоског карактера, чије становништво се претежно бави пољопривредом и сточарством. Путном комуникацијом је повезан се Војковићима док  кроз само насеље пролази магистрални пут Источно Сарајево - Фоча. Према издању Републичког завода за статистику Републике Српске Систематскик списак насељених мјеста са дјеловима насељених мјеста по општинама, Крупац се наводе као насељено мјесто са три дијела насеља: Вјерча, Каралићи, Шерифићи. Поред ова три дијела насељеног мјеста Крупац, као засебне сеоске цјелине постоје и насеља Стара Гора и Страњаци. Ово насељено мјесто припада мјесној заједници Војковићи.
Кроз насеље протиче ријека Жељезница, десна притока ријеке Босне.

### Улице
У насељу Крупац налазе се сљедеће улице:
- Друге сарајевске бригаде - дио
- Равногорска - дио
- Српских извиђача

## Историја
Један од најзначајнијих датума у историји овог насеља јесте 4. август 1992. године када је спријечена намјера бошњачких снага да заузму Илиџу и крену према Палама. Сваке године на овај датум обиљежава се дан одбране овог насеља, те Војковића и Грлице. Током борби које су вођене 4. августа 1992. године погинуло је седам, а рањено 14 припадника Друге сарајевске бригаде Војске Републике Српске.
Након потписивања Дејтонског мировног споразума, новоуспостављена међуентитетска линија разграничења је подијелила насељено мјесто Крупац на два дијела, мањи западни дио је припао Федерацији Босне и Херцеговине, док је већи источни дио са самим насељем остао у Републици Српској.

## Култура
Крупац на својој територији има изграђен један вјерских објекат, а то је Спомен црква Огњене Марије у Вјерчама, док се комплетно насељено мјесто налази у саставу Црквене општине Војковићи чији парохијални храм је Црква Светог свештеномученика Петра Дабробосанског
Комисија за очување националних споменика Боснe и Херцеговинe , на сједници одржаној од 11. до 17. септембра 2007. године, донијела је одлуку о  проглашењу Историјског подручја – Некропола са стећцима и нишанима у Крупцу за националним спомеником Босне и Херцеговине. Национални споменик Некропола са стећцима у Крупцу чине 21 стећак и 12 нишана премјештених са првобитне локације ради отварања каменолома у Крупцу.
На локалитету Крупачке стијене подигнут је споменик за партизанске борце учеснике Народно ослободилачке борбе.

## Становништво
| Демографија | Демографија | Демографија |
| Година      | Становника  | Становника  |
| ----------- | ----------- | ----------- |
| 1961.       | 308         |             |
| 1971.       | 364         |             |
| 1981.       | 336         |             |
| 1991.       | 326         |             |
| 2013.       | 233         |             |

### Национални састав 2013. (коначни резултатиБХАС)
У датој табели налазе се подаци само за дио насељеног мјеста Крупац који припада Републици Српској.
| Етнички састав према попису из 2013.‍ | Етнички састав према попису из 2013.‍ | Етнички састав према попису из 2013.‍ | Етнички састав према попису из 2013.‍ | Етнички састав према попису из 2013.‍ |
| ------------------------------------ | ------------------------------------ | ------------------------------------ | ------------------------------------ | ------------------------------------ |
|                                      |                                      |                                      |                                      |                                      |
| Срби                                 | Срби                                 |                                      | 232                                  | 99,6%                                |
| Бошњаци                              | Бошњаци                              |                                      | 1                                    | 0,4%                                 |
| Хрвати                               | Хрвати                               |                                      | 0                                    | 0,0%                                 |
| Остали                               | Остали                               |                                      | 0                                    | 0,0%                                 |
| Неизјашњени                          | Неизјашњени                          |                                      | 0                                    | 0,0%                                 |
| укупно: 233                          |                                      |                                      |                                      |                                      |

## Привреда
На ријеци Жељезници у дијелу насеља Крупац гради се мала хидроелектрана. Министарство за просторно уређење, грађевинарство и екологију Републике Српске, је током 2018. издалоеколошку дозволу за МХЕ „Крупац“, на ријеци Жељезници, на територији општина Источна Илиџа и Трново, инсталиране снаге 0,990 МW. На подручју овог насељеног мјеста налази се највећа индустријска зона у општини Источна Илиџа, Индустријска зона Крупац која обухвата површину од 135,5 хектара. У овој пословној зони до сада своје објекте изградиле су фирме „Нелт“, „Дукат“, „Kомпекс“, „Тотал трејд“, „Фоболукс“, „Сим-импекс“, „Млијеко продукт“, „Аризон“, „Еко жељезнице“, „Kрајина класа“ и „Фабрика цемента Лукавац” и „ФЦЛ-а“. На територији Крупца налази се каменолом техничког камена кречњака и доломита у чијем кругу је смјештена нова асфалтна база. Каменолом је у саставу привредног друштва ГП „Пут” чија дјелатности су пројектовање и извођење радова из области хидроградње, нискоградње и високоградње као и производња камена и дробљених камених агрегата, бетона, бетонске галантерије и бетонских конструкција.